# Unione Sportiva Ventimigliese 1933-1934
Questa voce raccoglie le informazioni riguardanti l'Unione Sportiva Ventimigliese nelle competizioni ufficiali della stagione 1933-1934.

## Rosa
| N. |                   | Ruolo | Calciatore                |
| -- | ----------------- | ----- | ------------------------- |
|    | Italia (bandiera) | D     | Rinaldo Agnese            |
|    | Italia (bandiera) | C     | Lisandro Boccini          |
|    | Italia (bandiera) | C     | Bracali (II)              |
|    | Italia (bandiera) | A     | Broglio                   |
|    | Italia (bandiera) | A     | Chiodo                    |
|    | Italia (bandiera) | D     | Francesco Lanfranco (III) |

| N. |                   | Ruolo | Calciatore             |
| -- | ----------------- | ----- | ---------------------- |
|    | Italia (bandiera) | P     | Secondo Lanfranco (IV) |
|    | Italia (bandiera) | D     | Francesco Ramella      |
|    | Italia (bandiera) | C     | Nicolò Rosso           |
|    | Italia (bandiera) | D     | Testa                  |
|    | Italia (bandiera) | C     | Giuseppe Tomasi        |
|    | Italia (bandiera) | A     | Turchi                 |